# (4561) Лемешев
(4561) Лемешев (лат. Lemeshev) — типичный астероид главного пояса, открыт 13 сентября 1978 года советским астрономом Николаем Черных в Крымской астрофизической обсерватории и 25 апреля 1994 года назван в честь советского оперного певца Сергея Лемешева.

## Обнаружение и именование
(4561) Лемешев
Открыт 13 сентября 1978 года в Научном Н. С. Черных.
Назван в честь выдающегося русского оперного певца и артиста Большого театра в Москве на протяжении многих лет Сергея Яковлевича Лемешева (1902—1977).
Оригинальный текст (англ.)4561 Lemeshev
Discovered 1978-09-13 by Chernykh, N. S. at Nauchnyj.
Named in honor of Sergej Yakovlevich Lemeshev (1902—1977), outstanding Russian opera-singer, artist of the Bolshoi Theatre in Moscow for many years.
Источники: DISCOVERY.DB; M.P.C. 23352.

## Орбита

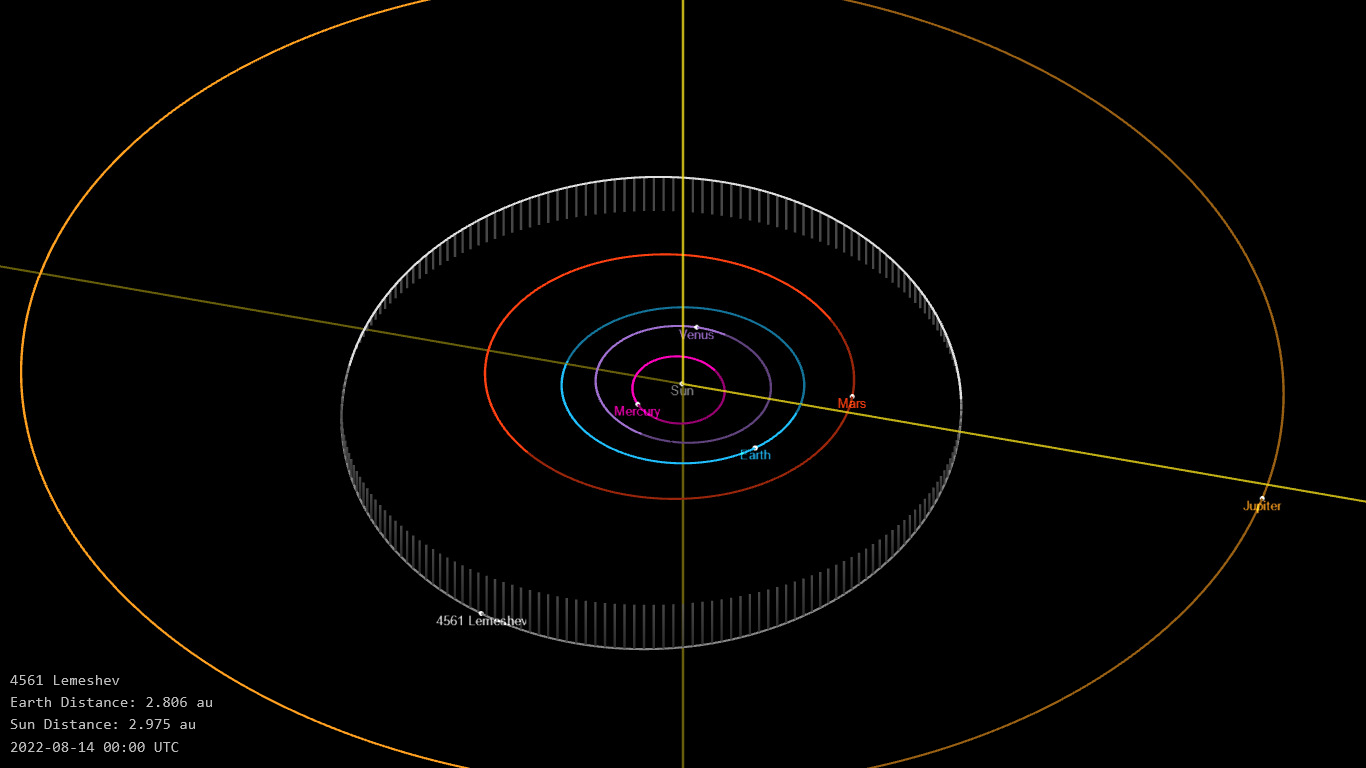
Орбита астероида Лемешев и его положение в Солнечной системе

## Физические характеристики
Астероид относится к таксономическому классу S.
По результатам наблюдений в видимом и ближнем инфракрасном диапазоне космического телескопа NEOWISE диаметр астероида оценивался равным 10,183±0,250 км, 9,48±1,39 км, 8,772±1,946 км, 8,87±2,73 км и 9,49±2,93 км. Согласно тем же источникам альбедо оценивается как 0,0894±0.0102, 0,07±0.05, 0,1130±0.1280, 0,089±0,010, 0,089±0,113 и 0,062±0,044.